# Pěnišníček

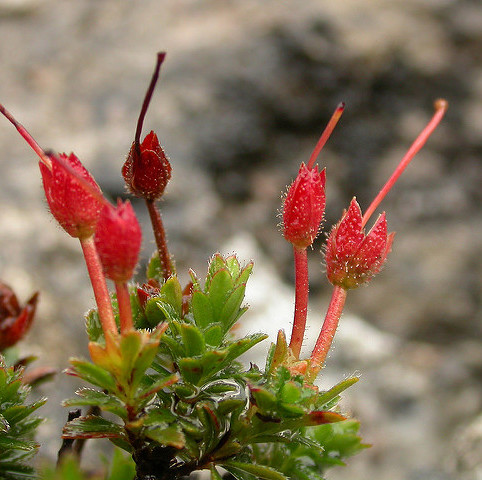
Plodící pěnišníček zakrslý

Pěnišníček (Rhodothamnus), česky též růžokeřník, je rod rostlin z čeledi vřesovcovité. Zahrnuje 2 druhy, z nichž jeden se vyskytuje ve východních Alpách a druhý v severovýchodním Turecku. Jsou to drobné keře s růžovofialovými květy, připomínající trpasličí pěnišníky. Alpský druh pěnišníček zakrslý je občas pěstován jako skalnička, jeho pěstování je však obtížné.

## Popis
Pěnišníčky jsou drobné keře dorůstající výšky do 30 centimetrů. Listy jsou střídavé, celokrajné nebo na okraji drobně pilovité. Květy jsou růžovofialové, pravidelné, pětičetné, ve vrcholových chudých květenstvích nebo jednotlivé. Kališní lístky jsou srostlé jen na bázi. Koruna je kolovitá, opadavá. Tyčinek je 10. Semeník obsahuje 5 komůrek a nese čnělku zakončenou hlavatou bliznou. Plodem je přehrádkosečná tobolka.

## Rozšíření
Rod zahrnuje pouze 2 druhy a je rozšířen v Alpách a Turecku. Pěnišníček zakrslý (Rhodothamnus chamaecistus) je endemit východní části Alp, kde roste na vápencových a dolomitových podkladech. Roste v jižním Německu, Rakousku, severovýchodní Itálii, Slovinsku a Chorvatsku. Druh Rhodothamnus sessilifolius se vyskytuje na jediné lokalitě nad městem Morgul v severovýchodním Turecku, kde roste na výchozech dacitových skal v nadmořské výšce 2150 až 2400 metrů. Je to kriticky ohrožený druh a celá jeho lokalita má výměru jen asi 4 km2.

## Taxonomie
Rod Rhodothamnus je v rámci čeledi vřesovcovité řazen do podčeledi Ericoideae a tribu Phyllodoceae. Nejblíže příbuzným rodem je Kalmiopsis (mamotěnka). Turecký druh R. sessilifolius byl popsán až v roce 1962.

## Zástupci
- pěnišníček zakrslý (Rhodothamnus chamaecistus)

## Význam a pěstování
Pěnišníček zakrslý je občas pěstován jako skalnička. Vyhovuje mu dobře humózní, propustná, zásaditá nebo jen slabě kyselá půda. Je možno jej pěstovat v alpínkovém skleníku nebo na vlhkém, chráněném, polostinném stanovišti na skalce, jeho pěstování je ale poměrně obtížné. Množí se výsevem drobných semen na povrch substrátu nebo řízkováním mladých výhonků s patkou v srpnu.
Byl vypěstován také kříženec fylodoce Phyllodoce empetriformis s pěnišníčkem zakrslým, známý jako ×Phyllothamnus erectus. Byl popsán již v roce 1911.